# I Shyne
I Shyne è un singolo del disc jockey statunitense Carnage e del rapper statunitense Lil Pump, pubblicato il 18 gennaio 2018. 

## Tracce
1. I Shyne – 2:33